# Зламати блогерів
«Зламати блогерів» (рос. Взломать блогеров) — російська кінокомедія режисера Максима Свєшникова. Весь фільм глядачеві демонструється захоплення робочого столу комп'ютера. Актори зняті на вебкамери і з'являються тільки у вікнах програми Skype і браузерів.
Після виходу на екрани фільм отримав вкрай низькі оцінки критиків. Фільм також викликав скандал, пов'язаний зі звинуваченнями творців в нецільовому використанні бюджету, наданого їм державою.

## Сюжет
Популярні підлітки-відеоблогери перетворилися у цифрових людей після того, як вони були «зламані» злісним комп'ютерним вірусом. Їм потрібно знайти свій шлях назад з цієї «цифрової пастки».

## Зйомка та випуск фільму
27 березня 2015 року на пітчинг в МІА «Росія сьогодні» компанія ТОВ «ТаББак», засновником якої є Тимур Бекмамбетов, повідомили про намір створити молодіжну кінокомедію та представили проект «Волшебник ОС». Фільм був заявлений як зйомка сучасної версії Френка Баума «Чарівник з країни Оз». Проект, за словами заявника, став «жанровим дебютом Максима Свєшникова» і був запропонований на основі позитивної реакції на міжнародний проект Бекмамбетова «Видалити з друзів». Розмір заявленого виробничого бюджета, заявленого до державного фінансування, склав 35 мільйонів рублів. За підсумками пітчингу «Волшебник ОС» ввійшов у список фільмів, підтримуваних повністю на безкоштовній основі.
У кінцевому підсумку фільм вийшов у обмежений прокат у жовтні 2016 року вже під назвою «Зламати блогерів» і без будь-яких відсилань до творів Френка Баума. Після невдалого кінотеатрального прокату «Базелевс» випустив фільм на цифрових платформах. До кінця року загальні збори кінокартини склали 7 179 040 рублів.
У фільмі взяли участь найпопулярніші відеоблогери України та Росії: два українські та чотири російські.

## У ролях
- Саша Спілберг (Саша Балковська) — грає саму себе; (Росія)
- Іван Рудський (EeOneGuy) — грає самого себе; (Україна)
- Мар'яна Ро (Мар'яна Рожкова) — грає саму себе; (Росія)
- Ян Гордієнко — грає самого себе; (Україна)
- Каріна Каспарянц — грає саму себе; (Росія)
- Юлія Пушман — грає саму себе. (Росія)

## Критика
Фільм був вкрай негативно зустрінутий як глядачами, так і кінокритиками. На сайті «КиноПоиск» фільм має найнижчий рейтинг з усіх фільмів — 1.024. У студії «Базелевс» заявили, що оцінку фільму на «КиноПоиск» обвалили «хейтери», які подивилися фільм на піратських сайтах, а основна аудиторія фільму — діти 6-12 років — «Кинопоиском» не користуються.
Блогер-кінокритик Євген Баженов (BadComedian) в інтерв'ю на телеканалі «Дождь» заявив, що при бюджеті в 35 мільйонів рублів фільм виглядав на 100 тисяч, і що сам він таку ж анімацію створив за 2 тисячі рублів. Також кінокритик створив велику відеорецензію на даний фільм, де розповів про всі проблеми фільму. В кінці огляду Євген назвав фільм «Зламати блогерів» найгіршим фільмом 2016 року.
Міністр культури РФ Володимир Мединський розкритикував фільм і доручив провести перевірку доцільності фінансування фільму. У січні 2017 року виконавчий директор Фонду кіно Антон Малишев, коментуючи ситуацію з фільмом, зазначив: «Експеримент невдалий. Думаю, що експерти при ухваленні рішення про подальшу підтримку проектів студії Тимура Бекмамбетова будуть це мати на увазі».
За словами режисера Романа Карімова, фільм провалився через складнощі в виробничому процесі, зокрема, через те, що з блогерами Івангаєм і Мар'яною Ро було відзнято мало матеріалу, потім вони поїхали в США і обірвали контакти зі знімальною групою, і їх відсутність довелося заповнити анімацією.